# Runinskrifterna från Bryggen i Bergen
Runinskrifterna från Bryggen i Bergen är ett fynd av omkring 670 medeltida runinskrifter på träpinnar (främst av tall) och ben från 1955 och framåt på Bryggen (och dess omgivningar) i Bergen, Norge.
I dag uppgår antalet kända runinskrifter från platsen till mer än 700. Det har kallats det viktigaste runfyndet under nittonhundratalet. Före dessa fynd fanns tvivel om huruvida runorna någonsin använts för något annat än inskriptioner av namn och högtidliga fraser. Runinskrifterna från Bryggen visade det dagliga bruk som runor hade i detta område, och förmodligen även i andra delar av Skandinavien. Det framgår av fynden på Bryggen att runorna också använts för korrespondens.
En annan viktig aspekt av fyndet var att många av inskriptionerna uppenbarligen var så unga som från trettonhundratalet. Tidigare trodde man att användningen av runor i Norge hade dött ut långt innan. Efter dessa fynd har många fler runinskrifter av detta slag hittats i Norge. Detta gav en helt ny insikt i runbruket under medeltiden och gjorde att fokuset för en tid flyttades från de vikingatida runstenarna till runristade lösföremål från medeltiden. Den som framför allt arbetade med materialet från Bryggen var Aslak Liestøl, Magnus Olsens' efterträdare vid Runearkivet i Oslo.
Många av inskriptionerna följer formeln Eysteinn á mik ("Eysteinn äger mig", B001), och har troligen använts för att markera egendom – som moderna namnbrickor. Vissa innehåller korta meddelanden av olika slag, till exempel Ást min, kyss mik ("Min älskling, kyss mig", B017), och andra har längre meddelanden som affärsbrev och beställningar. En del  innehåller korta religiösa inskriptioner, ofta på latin som Rex Judæorum In nomine Patris Nazarenus (B005) och kan ha varit avsedda som amuletter.
Inskrifterna bevaras för närvarande på Bryggens Museum i Bergen. Ett litet antal av dem visas på museets utställningar.
Inskriptionerna har ID-nummer med landskapsförkortning för Bergen, för det mesta "B", följt av tre siffror.

## Exempel på fynd från Bryggen och dess omgivningar
| B #  | Translitterering | Normalisering | Översättning | Föremål                                | Externa bildlänkar          |
| ---- | --- | --- | --- | -------------------------------------- | --------------------------- |
| B001 | øystein:ami hærmaþr haæþrmþr hærmaþr maria | Eysteinn á mi[k] Herrmaðr Herrmaðr Herrmaðr Maria. | Eystein äger mig krigare krigare krigare Maria | Runekjevle                             | Bild A Bild B               |
| B003 | auema | Ave Maria | Var hälsad, Maria (på latin) | Träplatta                              | Bild Detalj                 |
| B004 | io(an)a | Jóhann á | Johan äger | Skalle av valross                      | Bild Detalj                 |
| B005 | rexiudeorum innomini patrisnazarenus | Rex Judæorum In nomine Patris Nazarenus | Judarnas konung i namn av Fader Nasaret (på latin) | Del av ett litet träkors               | Bild                        |
| B006 | benatit a g l a la lagla [.](ln)bastii marhret. a g la ag l a ba. flkarel bar(aþ)olis | | | Träkors                                | Bild                        |
| B007 | a(ue)m(ar)ia | Ave Maria | Var hälsad, Maria (på latin) | Botten av träskål                      | Bild                        |
| B008 | ly(an)þkat(af)mn(un)æruþkit | | | Sko                                    | Bild                        |
| B009 | 3/1 3/2 3/3 3/4 3/5 = fuþor þbiss | Fuþor | Fuþor | Cane                                   | Bild                        |
| B010 | tar | | |                                        |                             |
| B011 | felleg er fuþ sin bylli fuþorglbasm | Féligr er fuð sinn byrli Fuðorglbasm. | Härlig är fitta, låt kuk fylla upp den! | Platt träpinne                         | Bild A Bild B               |
| B012 | inra | ...inr á | ...in äger | Platt träpinne                         | Bild                        |
| B013 | mikæl petr ioanes andres lafranz tomas olafr klemet nikulas allerhælgermengiætaimin notouk dahilfsminsouk salokuþsemikoksihni=kuÞkifiosbyrokkafomarih[..[lbemer ethialbemerallegzhlkarh[...] | Mikjáll, Pétr, Jóanes, Andreas, Lafranz, Thomas, Ólafr, Klemetr, Nikulás. Allir helgir menn, gæti mín nótt ok dag, lífs míns ok sálu. Guð sé mik ok signi. Guð gefi oss byr ok gáfu Mariu. H{já}lpi mér Klemetr, hjalpi mér allir Guðs helgir (menn)                                              | Michael, Peter, Johannes, Andreas, Lawrence, Thomas, Olaf, Clement, Nicholas. Alla helgon, vakta mig natt och dag, mitt liv och själ. Gud ser mig och välsigna. Gud ger oss ... och Marias gåvor. Hjälp mig Clement, hjälp mig alla Guds helgon. | Flat träpinne, med ett hål nära änden. | Bild                        |
| B014 | d(el)us | deus | Gud (på latin) | Träbit, utformad till en smal kors.    | Bild A Bild B               |
| B015 | iuairfuþo | .....fuþo | ...fuþo | Träpinne.                              | Bild                        |
| B016 | a | | | Träbit.                                | Bild A Bild B               |
| B017 | ost min kis mik fuþorkhniastbmly | Ást min, kyss mik Fuþorkhniastbmly | Min kärlek, kyss mig Fuþorkhniastbmly (Yngre futharken alfabetet) | Träpinne.                              | Bild A Bild B               |
| B018 | þr:inliossa:log:rostirriþatbiþa:(aþ) yþænþuæt[-]nuka:ældiriþsu(an)ahiþar: s(au)dælakumlynhuit(an)ha[--]klko lotak(ol)ahbohas(ol)ar:fiartar:tahs[--] [...]kuiþi þækanukabækiiar | | | Träbit.                                | Bild A Bild B Bild C Bild D |
| B019 | yakæyrfiar rakæyrfiar | | | Kvadratutformat bruten träbit.         | Bild                        |
| B020 | blm[- fuþorkhniastblmy | blm[- Fuþorkhniastblmy | Fuþorkhniastblmy (Yngre futharken alfabetet) | Utjämnad träbit.                       | Bild A Bild B               |
| B145 | A. fell til friþrar þ(e)llu farl(e)ghrar m(e)r arla fiskall festibala forn byr hamarnorna B. þæim (u)ihdi heuir þundar þornluþrs (e)olunbuþar gloumar gyghiartouma C. kaltrs falkha haldet omnia uinsciþ amor æþ nos c(c)itam(m) amori D. galdrs fasl(e)gha haldet omnia uinciþ amor æþ nos c(e)damus amori | A. Fell til fríðrar þellu fárligrar mér árla fiskáls festibála forn byrr hamarnorna; B. þeim lundi hefir Þundar þornlúðrs jôlunbúðar glauma gýgjartauma C. galdrs fastliga haldit. Omnia vincit Amor, et nos cedam[us] Amori. D. galdrs fastliga haldit. Omnia vincit Amor, et nos cedamus Amori. | (dikt på drottkvätt, avslutande citat på latin från Vergilius) | Fyrkantig pinne                        | Bild A Bild B Bild C Bild D |
| B149 | kya: sæhir : atþu: kakhæim: þ(an)sak: (ab)akist(an): rþis | Gyða segir at þú gakk heim | Gyda säger till dig att gå hem | Träpinne.                              | Bild                        |